# Ібрагімов Мубаріз Агакерім-огли
Мубаріз Агакерім-оглу Ібрагімов (азерб. Mübariz Ağakərim oğlu İbrahimov; 7 лютого 1988, Аліабад — 18 червня 2010, Чайлі) — азербайджанський військовий. 19 червня він загинув у перестрілці на лінії фронту між азербайджанськими та вірменськими військами. У прес-релізі Міністерства оборони Азербайджану йдеться, що Мубаріз Ібрагімов загинув як герой, відбиваючись від вірменських солдатів у селі Чайлі Тертерського району. Уряд Азербайджану посмертно присвоїв йому звання Національного Героя Азербайджану.

## Ранні роки
Мубаріз Ібрагімов народився в Аліабад Біласуварського району. Після завершення середньої освіти у 2005 році Ібрагімов був призваний до Збройних сил Азербайджану з 2006 по 2007 рік. У вересні 2009 року він вступив на курси для отримання ордерів, після чого проходив службу в Нафталані.

## Смерть
19 червня Ібрагімов загинув у перестрілці на лінії фронту між азербайджанськими та вірменськими військами. У прес-релізі Міністерства оборони Азербайджану йдеться, що Мубаріз Ібрагімов загинув як герой, відбиваючись від вірменських солдатів у селі Чайлі Тертерського району.  Уряд Азербайджану посмертно присвоїв йому звання Національного Героя Азербайджану.
Вірменська сторона забрала тіло Ібрагімова і не повернула. Вірменія заявила, що Ібрагімов був застрелений на окупованій вірменами території, що доводить, що бої були спровоковані азербайджанськими військами.
Наприкінці жовтня на тристоронній зустрічі президентів Азербайджану, Росії та Вірменії в Астрахані, протиборчі сторони домовилися здійснити обмін військовополоненими та тілами загиблих за підтримки Мінської групи ОБСЄ та МКЧХ. Відповідно до домовленості 6 листопада вірменська сторона повернула тіло Мубаріза Ібрагімова Азербайджану. Наступного дня Мубаріз Ібрагімов був похований на другій Алеї Почесного поховання в Баку